# Links Front (Rusland)
Links Front (Russisch: Левый Фронт) is een revolutionair antikapitalistisch eenheidsfront dat een reeks van extreemlinkse en linkse politieke organisaties in Rusland omvat, maar ook organisaties in andere landen van de voormalige Sovjet-Unie. Het is onderdeel van het illegale Russisch Verenigd Arbeids Front.

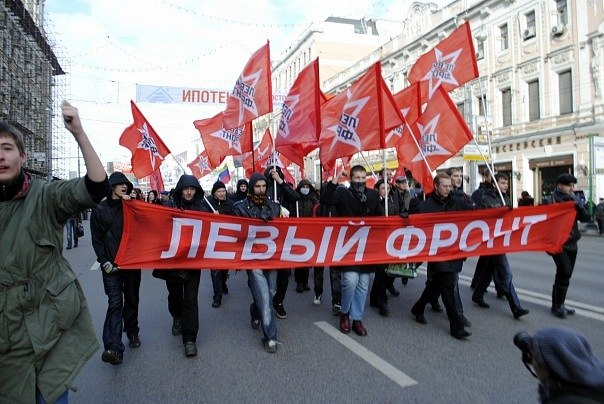
Links Front bij een demonstratie op 7 november 2010